# UN-Sonderberichterstatterin zu den Menschenrechten von Personen mit Lepra
Die Stelle der Sonderberichterstatterin zu den Menschenrechte von Personen mit Lepra (engl.: Special Rapporteur on the elimination of discrimination against persons affected by leprosy) wurde eingerichtet, um die Diskriminierung von Personen mit Lepra, das damit verbundene Stigma zu beseitigen und in Studien Grundsätze und Leitlinien zur Beseitigung der Diskriminierung von Leprakranken zu entwerfen.

## Das UN-Mandat
Der UN-Menschenrechtsrat schuf diese Stelle am 12. Juli 2017 mittels einer Resolution, in welcher auch der Auftrag definiert wurde. Dieses UN-Mandat ist auf drei Jahre befristet und kann einmalig verlängert werden.
Die Sonderberichterstatterin ist keine Mitarbeiterin der Vereinten Nationen, sondern wird von der UN mit einem Mandat beauftragt und dazu erließ der UN-Menschenrechtsrat einen Verhaltenskodex. Der unabhängige Status der Mandatsträgerin ist für die unparteiische Wahrnehmung ihrer Aufgaben entscheidend. Die Amtszeit eines Mandats ist auf maximal sechs Jahre begrenzt.
Sie erstellt thematische Studien und erarbeitet Leitlinien zur Verbesserung der Menschenrechte. Die Sonderbeauftragte macht auf Einladung von Staaten Länderbesuche und kann in beratender Funktion Empfehlungen abgeben. Sie prüft Mitteilungen und unterbreitet den Staaten Vorschläge, wie sie allfällige Missstände beheben können. Sie macht auch Anschlussverfahren, in welchen sie die Umsetzung der Empfehlungen prüft. Dazu erstellt sie Jahresberichte zu Händen des UN-Menschenrechtsrates.

## Lepra

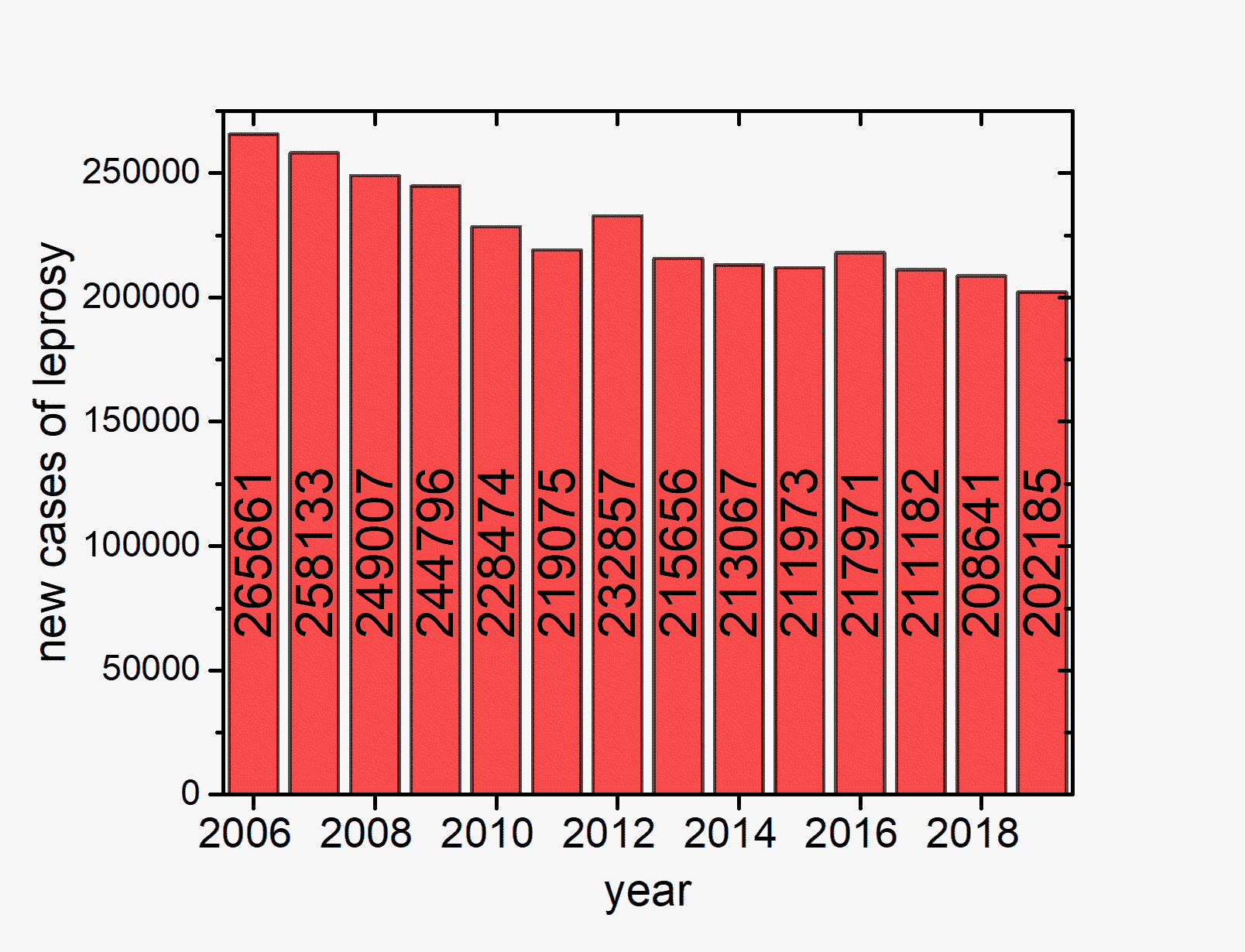
Zahl der jährlichen Neuerkrankungen an Lepra weltweit 2006 bis 2019

Lepra (im englischen Sprachraum häufig Hansen’s Disease, nach dem Entdecker des Erregers Gerhard A. Hansen) ist eine bakterielle Infektionskrankheit, von der die Menschheit seit Jahrzehntausenden betroffen ist. Sie ist heute heilbar, für ihre Prävention stehen zuverlässige Methoden zur Verfügung. Auch wenn die Zahl der weltweiten Neuinfektionen seit Jahrzehnten zurückgeht, ist das mehrfach formulierte Ziel, diese körperlich und in der Folge psychisch und sozial invalidisierende Erkrankung auszurotten, noch in weiter Ferne, wobei einerseits biologische (z. B.lange Inkubationszeit), entscheidend aber sozioökonomische Faktoren verantwortlich sind. Vor allem in vielen Entwicklungsländer sind zehntausende von Menschen von Lepra betroffen (Indien mit jährlich über 110.000 Menschen Neuerkrankungen, Brasilien (über 25.000), Indonesien (über 15.000), aber auch viele afrikanische Länder).

## Amtsinhaber
- seit 2017 Alice Cruz – Portugal
- seit 2023 Beatriz Miranda Galarza – Ecuador

## Websites
- Internetseite der Sonderbeauftragten (englisch)
- Internetseite der Sonderbeauftragten (französisch)